# Colegio Nuestra Señora de Lourdes
El Colegio Nuestra Señora de Lourdes es una institución educativa católica, perteneciente a los Hermanos de las Escuelas Cristianas, congregación religiosa fundada en el siglo XVII por San Juan Bautista de La Salle. 
El centro está situado en Valladolid (Castilla y León, España) y fue fundado en 1884 por Paulina Harriet, filántropa de origen francés afincada en esta ciudad castellana. 
Actualmente es un centro concertado en las etapas de Educación infantil, primaria y secundaria y privado en Bachillerato.

## Historia

### Fundación y primeros cursos
Paulina Harriet, de familia acomodada, había contraído matrimonio con Juan Dibildos, industrial establecido en el barrio vallisoletano de las Tenerías, junto al río Pisuerga. Era su deseo catequizar y propiciar la alfabetización de los niños de la zona y pidió a los Hermanos de La Salle, que en 1878 habían establecido un asilo de huérfanos en Madrid, dirigir un colegio para la educación de los hijos de las clases obreras de la parroquia de San Ildefonso de Valladolid. Tras diversos contratiempos, llegaron los primeros Hermanos a la ciudad, en la noche del 21 de enero de 1884. La nueva escuela se dedicó a la advocación de Nuestra Señora de Lourdes, cuyas apariciones en el sur de Francia por Bernadette Soubirous tanto prestigio habían alcanzado en la Iglesia católica de la segunda mitad del siglo XIX. El primer director fue el H. Joldiniano, nacido en Puymaurin, Francia.

### Crecimiento y consolidación
Las aulas fueron aumentando, al igual que los alumnos, todos varones, y profesores. Pronto empezará a convivir la Escuela Gratuita original con un colegio de pago, para el cual se necesitaron nuevas instalaciones e infraestructuras. También se extendían las enseñanzas, no reducidas únicamente a la primaria, sino al bachillerato y a las propias de comercio. Igualmente la educación religiosa, ejercida en un principio por religiosos de origen francés, fomentó el nacimiento de congregaciones de alumnos, entre las que se encontraban las de María Inmaculada o san Juan Bautista de La Salle y la llamada Cruzada Eucarística. Desde temprano se celebraron diversos festivales gimnásticos de gran repercusión en la ciudad. Tal expansión conllevó la construcción de un nuevo colegio, que ya disponía de laboratorios, teatro, cine y aulas de enseñanzas especiales.
En 1924 se coloca la primera piedra de la nueva capilla según el diseño del arquitecto José María de Basterra. Es de estilo neorrománico, mide 38 metros de largo, 13 de ancho y 15 de altura, de nave única con columnas que conforman una galería alrededor de la capilla. Las vidrieras están realizadas por la Casa Maumejean de Madrid. La imagen de Nuestra Señora de Lourdes preside desde entonces las funciones litúrgicas.

### Época de dificultades
A raíz de la proclamación de la Segunda República Española, el 14 de abril de 1931, junto con el desarrollo posterior de la Guerra Civil, la continuidad de la obra educativa pasó por dificultades, especialmente en lo que se refiere a la educación religiosa, según la Ley de Confesiones y Congregaciones Religiosas (aprobada en mayo de 1933), que llevó a varios maestros a ejercer su magisterio en la clandestinidad. 

### Expansión y apertura
Tras la guerra, el Colegio vivió un período de expansión con aumento de los alumnos, creación de internado, numerosos éxitos académicos y gran repercusión en la vida social de Valladolid. En 1950 se concedió al Colegio la Medalla de Oro de la Ciudad y algunos de sus maestros, como el parvulista de nacionalidad francesa, H. Enrique Thelvold, fue reconocido por el gobierno a través de la Medalla al Mérito en el Trabajo. La escolanía colegial llegó a actuar en Televisión Española.
En la década de 1960, el Colegio sufrió una profunda renovación en lo académico, a través de la Ley General del ministro Villar Palasí y en lo religioso por las disposiciones emanadas del Concilio Vaticano II, además de la incorporación de numeroso profesorado seglar. Posteriormente,[¿cuándo?] se optó por la coeducación de niños y niñas y por acogerse al concierto educativo en las etapas permitidas. En los siguientes años, la institución adoptó las sucesivas reformas educativas: LOGSE (1990), LOCE (2002) y LOE (2006).